# Године Светиљки
У радовима Џ. Р. Р. Толкина, године Светиљки су прва од три велике епохе Арде.
Године Светиљки су започеле убрзо након што су Валари почели са обликовањем Арде. Када су ушли у свет, Арда је била беживотна и није имала препознатљиве географске карактеристике. Првобитни облик Арде, који су одабрали Валари, је био симетричан континент, обасјан двема светиљкама, Илуином и Ормалом, које су биле начинењене од магличасте светлости која је покривала пусту земљу. Валари су сакупили ту светлост у две велике светиљке, за које је Ауле Ковач сковао моћна постоља, Хелкар на северу, на који је био постављен Илуин, и Рингил на југу, на који је био постављен Ормал. У средини, где се светлост великих светионика мешала, живели су Валари, на острву Алмарен.
Ово доба, названо Пролећем Арде, је било време када су Валари обликовали свет по својој вољи и одмарали се на Алмарену, а Мелкор избивао изван Зидова ноћи. Током овог времена су се појавиле прве животиње и шуме су почеле да расту. Пролеће Арде је било успорено након што се Мелкор вратио у Арду, а у потпуности прекинуто када је уништио Светиљке Валара.
Светиљке су уништене у Мелкоровом нападу. Арда је поново била у мраку, а пад стубова је покварио савршену симетрију Ардине површине. Створени су нови континенти: Аман на западу, Средња земља у средини, ненасељене територије (касније назване Земља Сунца) на истоку, и Мрачна земља на југу. На месту где је био постављен Илуин је касније настало унутрашње море Хелкар, чији је Кујвијенен био залив. Након уништавања две Светиљке окончале су се године Светиљки и започеле су године Дрвећа.